# Lepidochrysops victori
Lepidochrysops victori is een vlinder uit de familie van de Lycaenidae. De wetenschappelijke naam van de soort is voor het eerst geldig gepubliceerd in 1984 door Pringle.